# Bertram Armytage
Bertram Armytage (Geelong, 29 settembre 1869 – Melbourne, 12 marzo 1910) è stato un militare ed esploratore australiano.
Nel 1907 si unisce alla spedizione Nimrod di Ernest Shackleton in Antartide. Insieme a Edgeworth David e Douglas Mawson è stato il primo australiano ad aver partecipato all'esplorazione dell'Antartide.